# Anchon minor
Anchon minor är en insektsart som beskrevs av Melichar. Anchon minor ingår i släktet Anchon och familjen hornstritar. Inga underarter finns listade i Catalogue of Life.